# Гидроксид-ион
Гидроксид-ион (гидроксид-анион, гидроксильный ион) — отрицательно заряженный ион гидроксида OH−.
Гидроксид-ион изолированно существует в газовой фазе, находится в кристаллической решётке гидроксидов и основных солей, образуется в водных растворах в результате электролитической диссоциации воды или/и растворённых гидроксидов.
Наличие в водном растворе иона OH− в концентрациях, превышающих 10−7 моль/литр приводит к щелочной реакции раствора.
В реакциях комплексообразования гидроксид-ион может выступать в роли лиганда.
Рыхлая слоистая кристаллическая структура гидроксидов является следствием высокой поляризуемости и большого ионного радиуса гидроксид-аниона.

## Ионные равновесия в газовой фазе
В газовой фазе имеет место равновесная реакция, характеризующая термическую устойчивость гидроксид-иона
{\displaystyle {\mathsf {OH^{-}\rightarrow OH+e^{-}}}}
Зависимость константы равновесия (Kp) от абсолютной температуры (T):
| Т,к | 1000        | 2000        | 3000 | 4000      | 5000       | 6000       |
| --- | ----------- | ----------- | ---- | --------- | ---------- | ---------- |
| Кр  | 1,66 · 10−7 | 2,34 · 10−2 | 1,94 | 2,23 · 10 | 1,11 · 102 | 3,56 · 102 |

## Электролитическая диссоциация оснований
При электролитической диссоциации оснований образуются катионы металла и общие для всех оснований ионы гидроксида:
{\displaystyle {\mathsf {NaOH\rightleftarrows Na^{+}+OH^{-}}}}
{\displaystyle {\mathsf {Ba(OH)_{2}\rightleftarrows Ba^{2+}+2OH^{-}}}}
Таким образом, основания можно определить как химические соединения, дающие в водном растворе гидроксид-ионы.
Электролитическая диссоциация оснований характеризуется константой диссоциации в водных растворах КB:
| Основание     | LiOH        | NaOH | Ca(OH)2    | Sr(OH)2    | Ba(OH)2    | NH4OH       |
| ------------- | ----------- | ---- | ---------- | ---------- | ---------- | ----------- |
| КB, при 25 °C | 6,75 · 10−1 | 5,9  | 4,3 · 10−2 | 1,5 · 10−1 | 2,3 · 10−1 | 1,79 · 10−5 |

## Химические свойства гидроксид-иона
Основной реакцией, в которой принимает участие гидроксид-ион, является реакция нейтрализации кислот и оснований:
{\displaystyle {\mathsf {NaOH+HCl\rightarrow NaCl+H_{2}O}}}
или в ионном виде:
{\displaystyle {\mathsf {OH^{-}+H^{+}\rightarrow H_{2}O}}}
Последнее выражение представляет собой общее уравнение реакций нейтрализации и показывает, что во всех случаях, когда ионы H+ встречаются с ионами гидроксида OH-, они соединяются в почти недиссоциированные молекулы воды. В реакции гидроксид-ион проявляет свойства нуклеофила — электроизбыточного химического реагента, способного взаимодействовать с электрофилами (электронодефицитными соединениями) по донорно-акцепторному механизму, приводящему к образованию ковалентной химической связи.
Гидроксид-ион принимает участие в реакциях бимолекулярного нуклеофильного замещения. Например, атом кислорода гидроксид-иона донирует пару электронов на связывание с атомом углерода в молекуле бромэтана:
Типичные реакции нуклеофильного замещения:
- Образование спиртов из галогенуглеводородов:

{\displaystyle {\mathsf {C_{2}H_{5}Br+OH^{-}\rightarrow C_{2}H_{5}OH+Br^{-}}}}
- Образование кетонов:

{\displaystyle {\mathsf {CH_{3}CBr_{2}CH_{3}+2OH^{-}\rightarrow (CH_{3})_{2}O+2Br^{-}+H_{2}O}}}
- Образование карбоновых кислот:

{\displaystyle {\mathsf {CH_{3}CCl_{3}+3OH^{-}\rightarrow CH_{3}COOH+3Cl^{-}+H_{2}O}}}
- Омыление сложных эфиров:

{\displaystyle {\mathsf {CH_{3}COOC_{2}H_{5}+OH^{-}\rightarrow CH_{3}COO^{-}+C_{2}H_{5}OH}}}